# Erra Fazira
Erra Fazira, właśc. Fazira Wan Chek (ur. 9 lutego 1974 w Sungai Choh) – malezyjska aktorka, modelka i piosenkarka.
Popularność zyskała w latach 90. dzięki grze aktorskiej w filmach Sembilu, Maria Mariana i Pasrah. Na swoim koncie ma dwie nagrody dla najlepszej aktorki pierwszoplanowej (Malaysia Film Festival).

## Dyskografia
Albumy studyjne
- Erra Fazira (1994)
- Aku dan Dia (1995)
- Menyanyi Bersama (1996)
- 2.5 Sayang (1997)
- Kini (1999)
- Sampai Bertemu (2002)
- Kini Kembali (2003)
- Ya atau Tidak (2006)